# Eamon McEneaney
Eamon McEneaney (Elmont, 23 de diciembre de 1954-Nueva York, 11 de septiembre de 2001) fue un jugador estadounidense de Lacrosse en la Universidad Cornell desde 1975 hasta 1977 que murió durante los Atentados del 11 de septiembre de 2001.

## Cornell Big Red
McEneaney jugó con los jugadores del salón de la fama, Mike French, Dan Mackesey, Bill Marino, Bob Hendrickson y Chris Kane, en el equipo Cornell Big Red en la NCAA Men's Lacrosse Championship en 1976 y 1977. La primera temporada en la que jugó fue la de 1975, cuando anotó 31 goles y repartió 65 asistencias por 96 puntos en 17 juegos, siendo nombrado mejor jugador de lacrosse universitario ese año. Ese mismo año también fue galardonado con el Premio Turnbull, concedido al principal atacante colegial. Su carrera se jugó en una época en la que los estudiantes de primer año no eran elegibles para jugar deportes de la universidad.
McEneaney fue elegido jugador excepcional en el 1977 NCAA Championship y representó a Estados Unidos en el Campeonato Mundial de Lacrosse de 1978. Fue incluido en el salón de la fama deportivo de Cornell en 1982. Además, McEneaney fue incluido en el Salón de la Fama de Lacrosse Nacional en 1992. En 1995 fue llamado por el NCAA's Silver Anniversary Lacrosse Team, reconociendo su lugar entre los mejores jugadores del primer cuarto de siglo del NCAA lacrosse.
El número del dorsal de McEneaney fue retirado por la Universidad de Cornell el 27 de abril de 2002 en su memoria.

## Escritor y poeta
Conocido por sus talentos atléticos, McEneaney también fue poeta y tuvo deseos de escribir una novela. Su familia, junto con la librería de la Universidad Cornell, publicaron una colección póstuma de su poesía, titulada: Una curva en el camino.
En 2010, la esposa y viuda de Eamon, Bonnie, publicó el libro Messages: Signs, Visits, and Premonitions from Loved Ones Lost on 9/11. El libro es una colección de historias que relata las experiencias sobrenaturales que han tenido familiares y amigos de las víctimas de los atentados.

## Muerte y legado
En el National September 11 Memorial & Museum, McEneaney se encuentra memorializado en la piscina norte, en el panel N-57, junto con otros empleados de Cantor Fitzgerald fallecidos durante los Atentados del 11 de septiembre de 2001.